# Cessna 441 Conquest II
Cessna 441 Conquest — американський легкий турбогвинтовий літак загального призначення. Розроблений фірмою Cessna на основі моделі Cessna 404; перший турбогвинтовий літак цієї компанії. Перший політ — 1974. Випущено 362 літака.

## Конструкція
Суцільнометалевий двомоторний моноплан нормальної аеродинамічної схеми, з низьким розташуванням крила. Шасі трьохстійочне із носовою стійкою, що забирається.

## Льотно-технічні характеристики (модель Conquest II)
Джерело: Jane's All The world's Aircraft 1982-83
Екіпаж: 1 — 2
Пасажиромісткість: 8-10
Довжина: 11.89 м
Розмах крил: 15.04 м
Висота: 1.75 м
Вага порожнього: 2,577 кг
Вага завантаженого:: 4,468 кг
Силова установка: 2 × ТВД Garrett TPE331-8-403S потужністю 636 к. с. кожен
Максимальна швидкість: 550 км/ч на висоті 4,875 м
Крейсерська швидкість: 480 км/год на 10,700 м
Дальність: до 4,064 км
Практична стеля: 10,668 м